# Cipreste-da-Califórnia
O cipreste-da-califórnia ou cipreste-de-monterey, (Cupressus macrocarpa) é uma árvore originária da cidade de  Monterey dos Estados Unidos

## Etimologia
Cupressus vem do frances antigo cipres, do Latim cypressus, forma latinizada do grego κυπάρισσος (kyparissos), Ciparisso, figura da mitologia grega.

## Descrição
É de copa ampla frondosa, chegando a alcançar os 30 metros de altura. Possui pequenas folhas escamiformes, de cor verde escuro, bastante grossas, também possui tronco rígido. Estróbilos femininos e masculinos, sendo os primeiros de 4 cm, arredondados e verdes, que adquirem a cor púrpura ao amadurecer. Os segundos por sua vez, medem de 5 cm e são igualmente arredondados, porém amarelos.

## Sinônimos
- Cupressus hartwegii Carrière
- Cupressus lambertiana hort. ex Carrière
- Cupressus macrocarpa var. lambertiana (Carrière) Maxwell Tylden Masters[3]